# Universidade ITMO
A Universidade ITMO, anteriormente conhecida como Universidade Estadual de São Petersburgo de Tecnologia da Informação, Mecânica e Ótica (Санкт-Петербу́ргский госуда́рственный университе́т информацио́нных техноло́гий, меха́ники и о́птики em russo) é uma universidade russa. Fundada em 1900, localiza-se na cidade de São Petersburgo.